# Ayfer Tunç
 (janvier 2022).
La mise en forme du texte ne suit pas les recommandations de Wikipédia : il faut le « wikifier ».
Les points d'amélioration suivants sont les cas les plus fréquents. Le détail des points à revoir est peut-être précisé sur la page de discussion.
- Les titres sont pré-formatés par le logiciel. Ils ne sont ni en capitales, ni en gras.
- Le texte ne doit pas être écrit en capitales (les noms de famille non plus), ni en gras, ni en italique, ni en « petit »…
- Le gras n'est utilisé que pour surligner le titre de l'article dans l'introduction, une seule fois.
- L'italique est rarement utilisé : mots en langue étrangère, titres d'œuvres, noms de bateaux, etc.
- Les citations ne sont pas en italique mais en corps de texte normal. Elles sont entourées par des guillemets français : « et ».
- Les listes à puces sont à éviter, des paragraphes rédigés étant largement préférés. Les tableaux sont à réserver à la présentation de données structurées (résultats, etc.).
- Les appels de note de bas de page (petits chiffres en exposant, introduits par l'outil «  Source ») sont à placer entre la fin de phrase et le point final[comme ça].
- Les liens internes (vers d'autres articles de Wikipédia) sont à choisir avec parcimonie. Créez des liens vers des articles approfondissant le sujet. Les termes génériques sans rapport avec le sujet sont à éviter, ainsi que les répétitions de liens vers un même terme.
- Les liens externes sont à placer uniquement dans une section « Liens externes », à la fin de l'article. Ces liens sont à choisir avec parcimonie suivant les règles définies. Si un lien sert de source à l'article, son insertion dans le texte est à faire par les notes de bas de page.
- La présentation des références doit suivre les conventions bibliographiques. Il est recommandé d'utiliser les modèles {{Ouvrage}}, {{Chapitre}}, {{Article}}, {{Lien web}} et/ou {{Bibliographie}}. Le mode d'édition visuel peut mettre en forme automatiquement les références.
- Insérer une infobox (cadre d'informations à droite) n'est pas obligatoire pour parachever la mise en page.

Pour une aide détaillée, merci de consulter Aide:Wikification.
Si vous pensez que ces points ont été résolus, vous pouvez retirer ce bandeau et améliorer la mise en forme d'un autre article.
Ayfer Tunç, née en 1964 à Adapazarı, est une écrivaine turque.

## Biographie
Ayfer Tunç est diplômée d'Erenkoy Kiz Lisesi et de la faculté des sciences politiques de l'Université d'Istanbul. Elle a commencé à écrire pour divers magazines littéraires et culturels pendant ses études.
Elle a publié ses premiers écrits sur la littérature en 1983 dans des magazines variés.
Elle est devenue journaliste en 1989. Elle a travaillé pour le magazine Sokak, les journaux Güneş et Yeni Yüzyıl.
Elle a gagné le Prix Yunus Nadi du journal Cumhuriyet pour sa nouvelle Sakli. Entre 1999 et 2004, elle a travaillé comme rédactrice en chef dans la maison d'édition Yapi Kredi Yayinlari. Pour son œuvre Bir Maniniz Yoksa Annemler Size Gelecek, publiée en 2001, elle a gagné le Prix Balkanika, avec la participation de six pays balkaniques, en 2003 et son œuvre a été traduite en six langues balkaniques.
Havada Bulut, le scénario qu'elle a écrit à partir des nouvelles de Sait Faik, a été adapté en film et montré à la chaîne de télévision TRT. Elle a contribué aux scénarios d'Aliye et Binbir Gece.

## Filmographie

### Scénariste
- 1995 : Düş, Gerçek, Bir de Sinema
- 2008 : Usta
- 2011 : 72. Koğuş